# Rio de la Fornasa

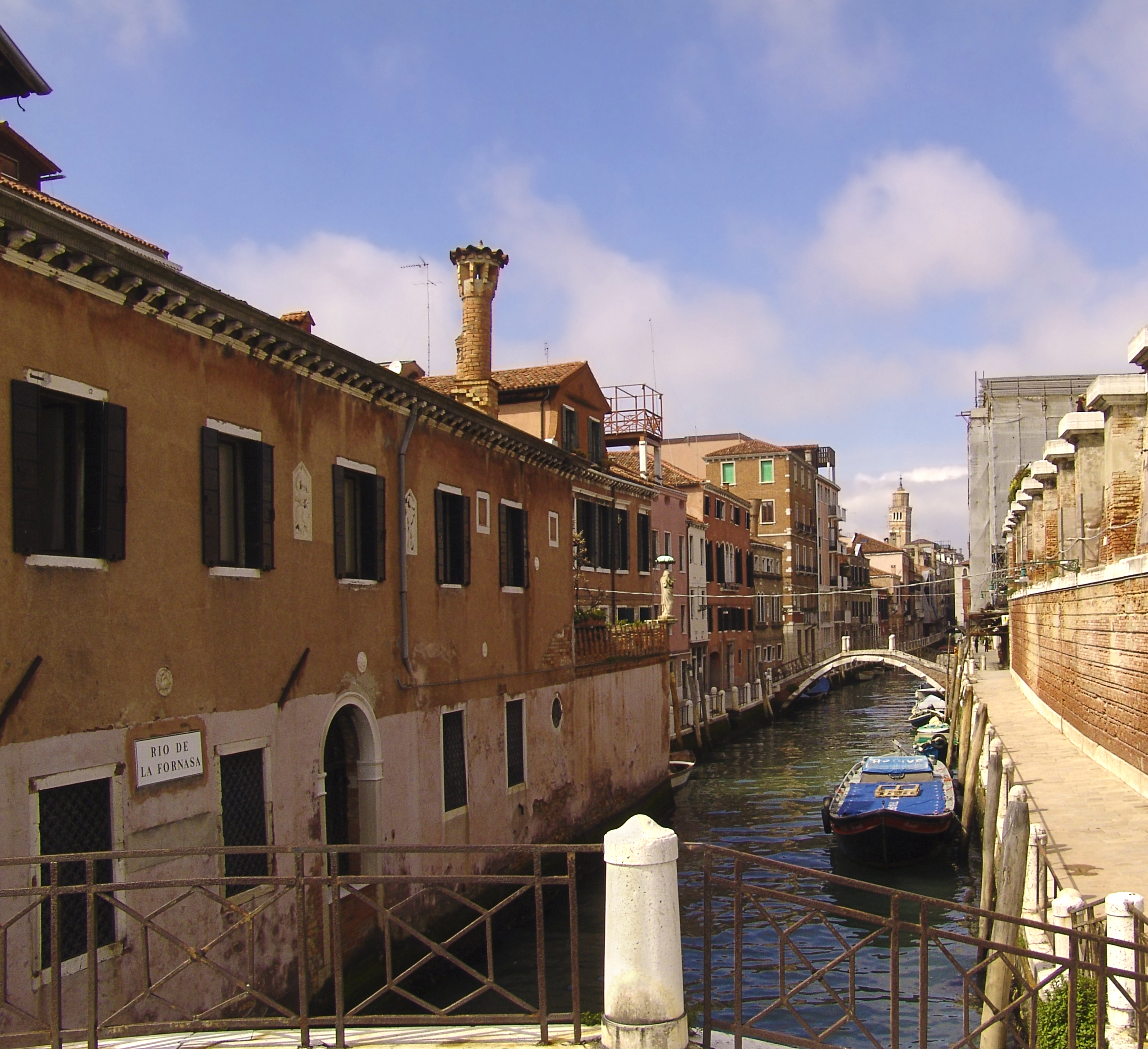
Canalul şi ponte Santi, văzute de pe Ponte de Ca' Balà

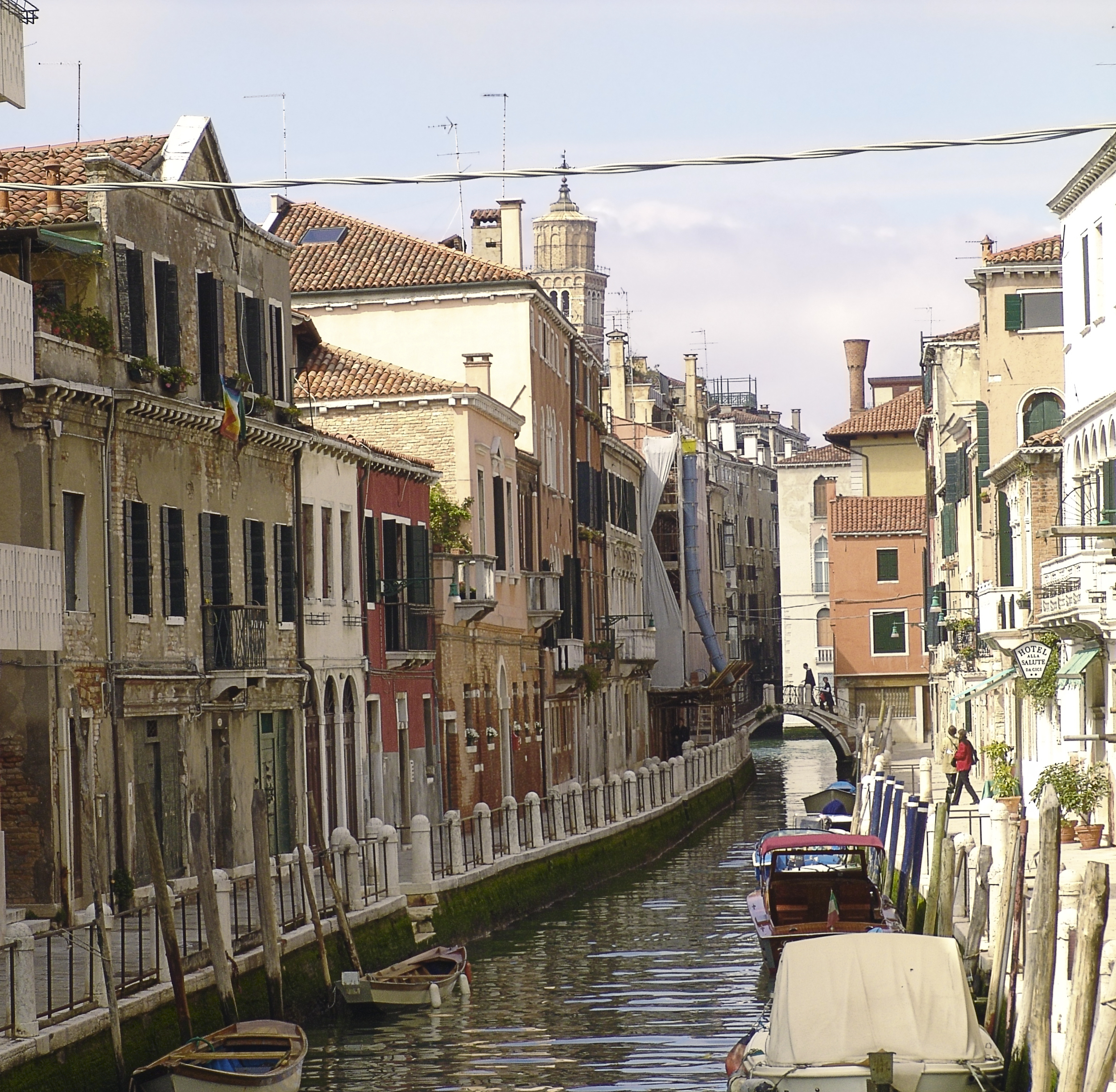
Canalul văzut de pe ponte Santi

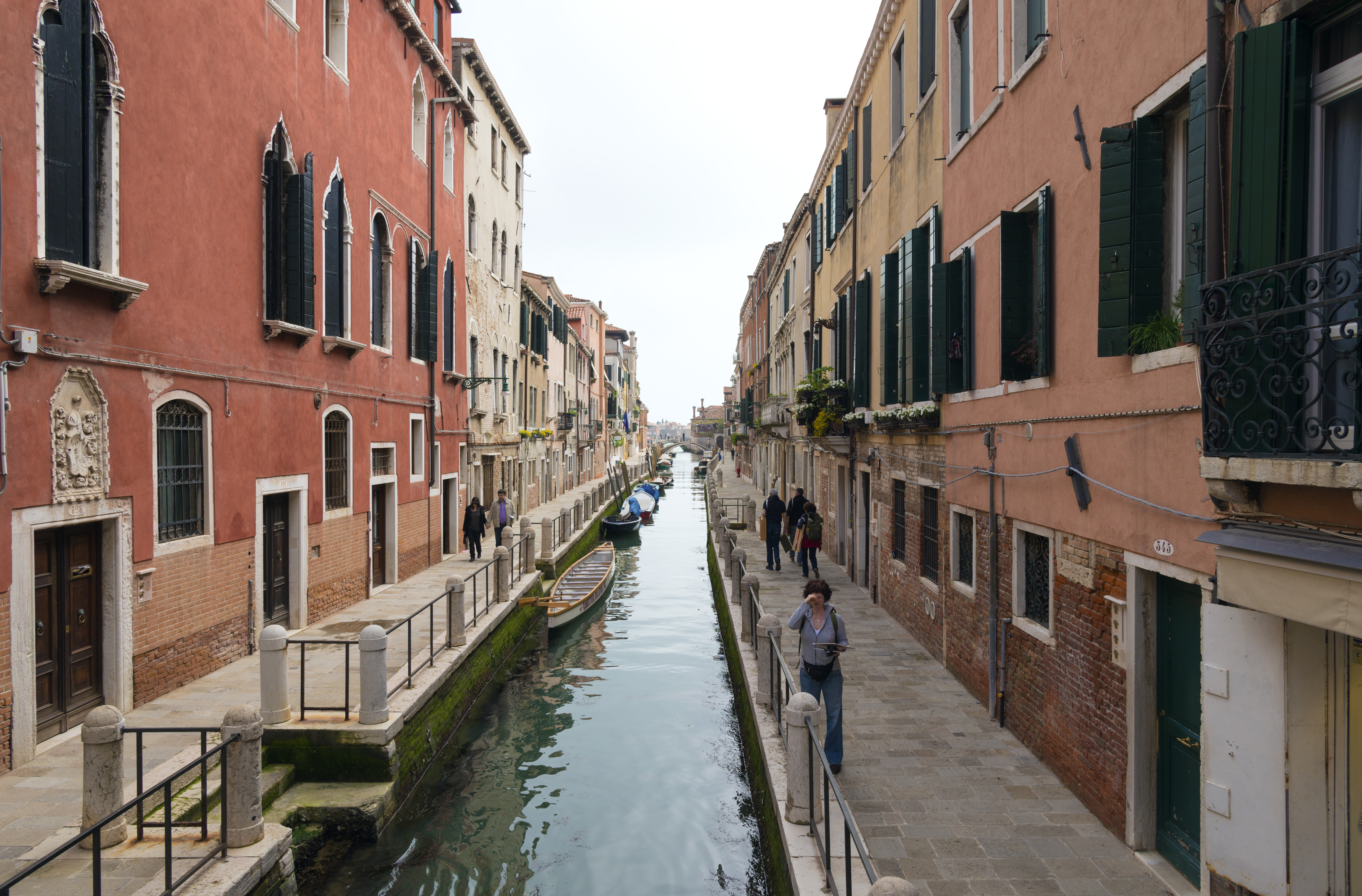
Canalul văzut de pe ponte San Gregorio

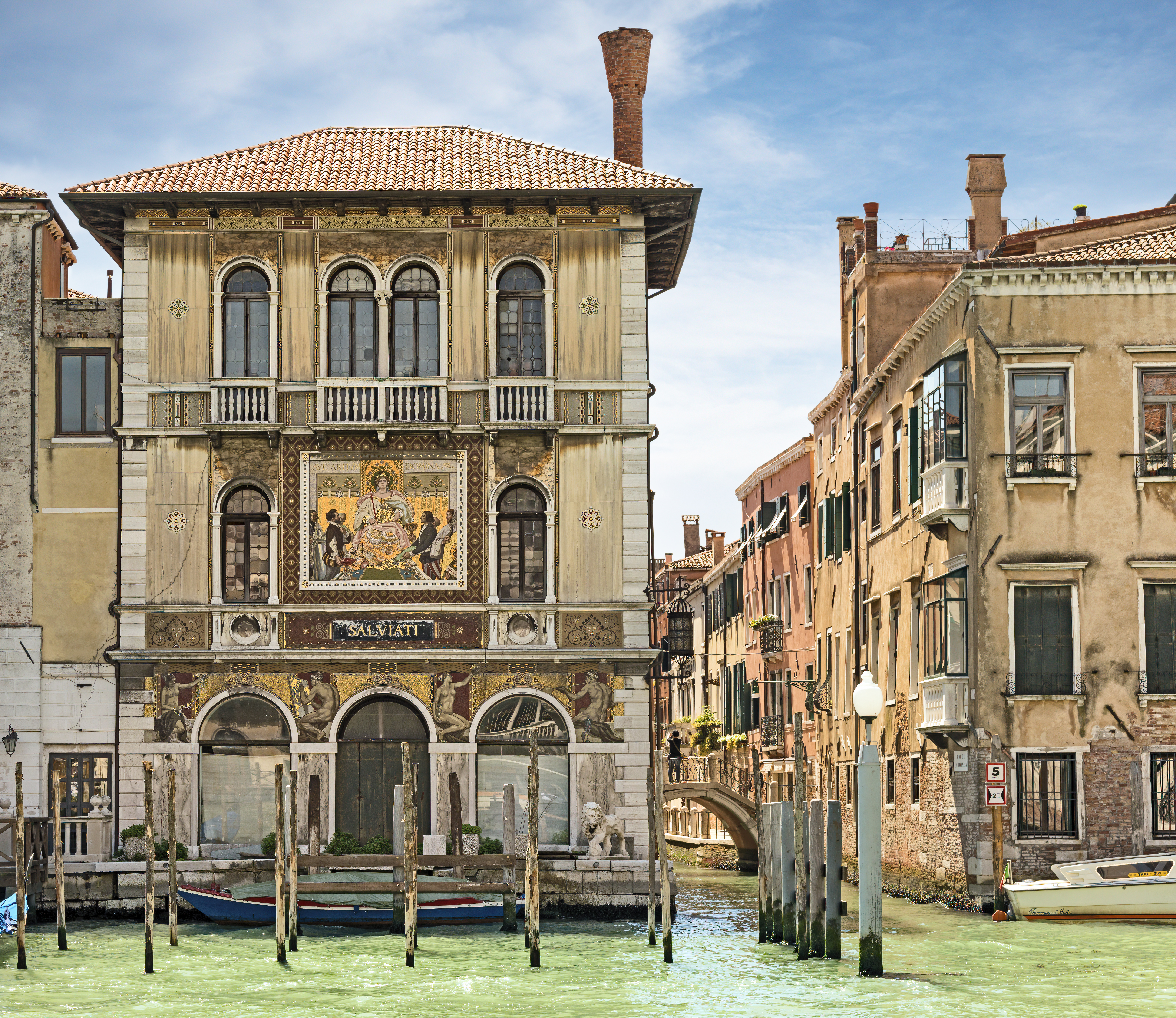
Canalul se varsă în dreapta palatului Salviati

Rio de la Fornasa (în venețiană: rio de la Fornace; canalul cuptorului) este un canal din Veneția în sestiere Dorsoduro. El mai este numit și rio di San Gregorio.

## Origine
Acest canal este numit după un cuptor de cărămidă aflat în zonă.

## Descriere
Rio de la Fornasa o lungime de aproximativ 150 de metri. El face legătura între Canalul Giudecca și Canal Grande de la sud la nord.

## Localizare
- Acest canal se varsă în Canal Grande între palatul Dario și palatul Salviati.
- Pe malul acestui canal se află:
  - fondamenta Soranzo pe malul estic;
  - Fondamenta Soranzo de la Fornace și di Ca' Balà pe malul vestic.

## Poduri
Canalul este traversat de trei poduri (de la nord la sud):

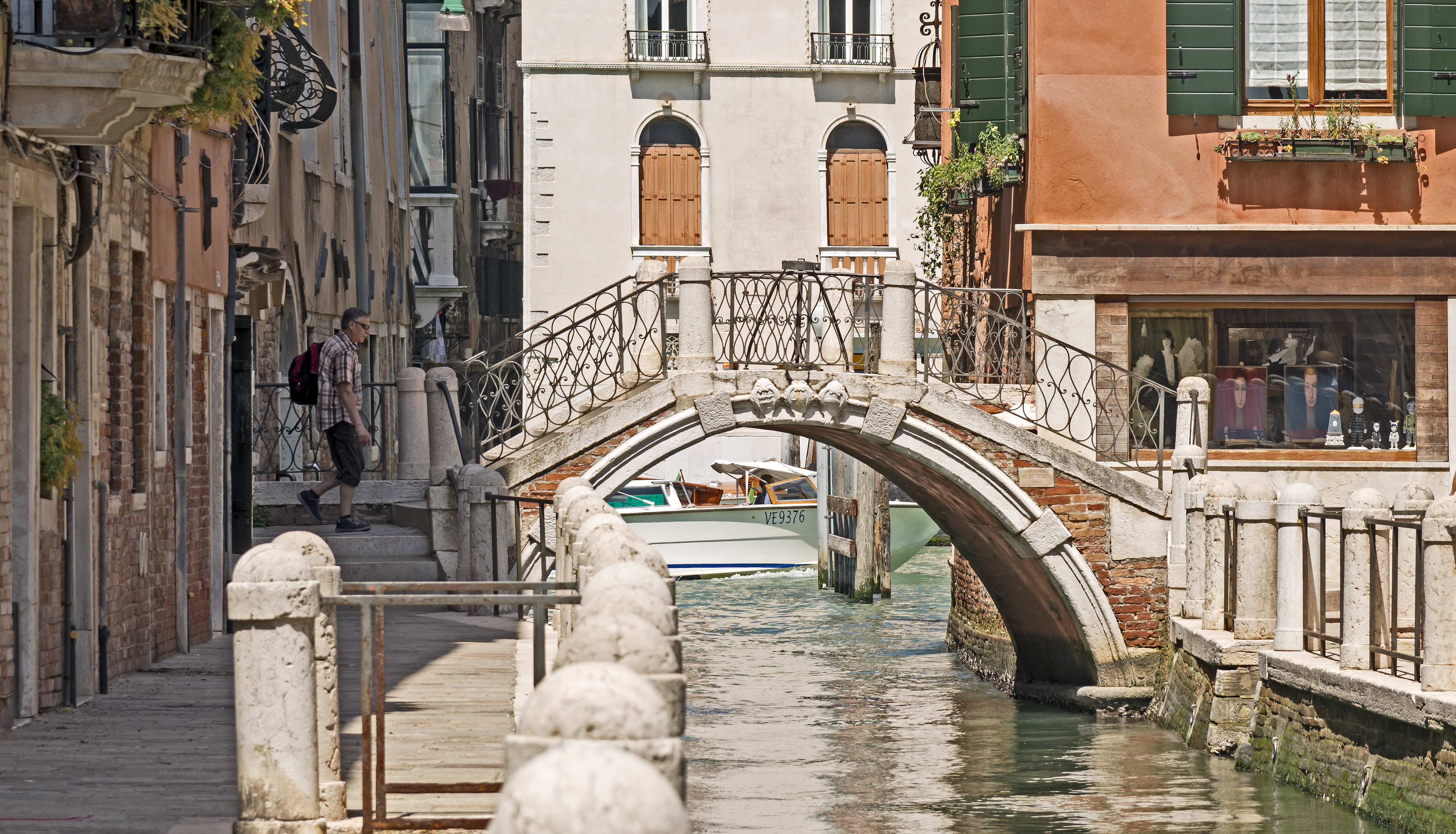
Ponte S.Gregorio care leagă Calle del Bastion de Ramo Barbaro
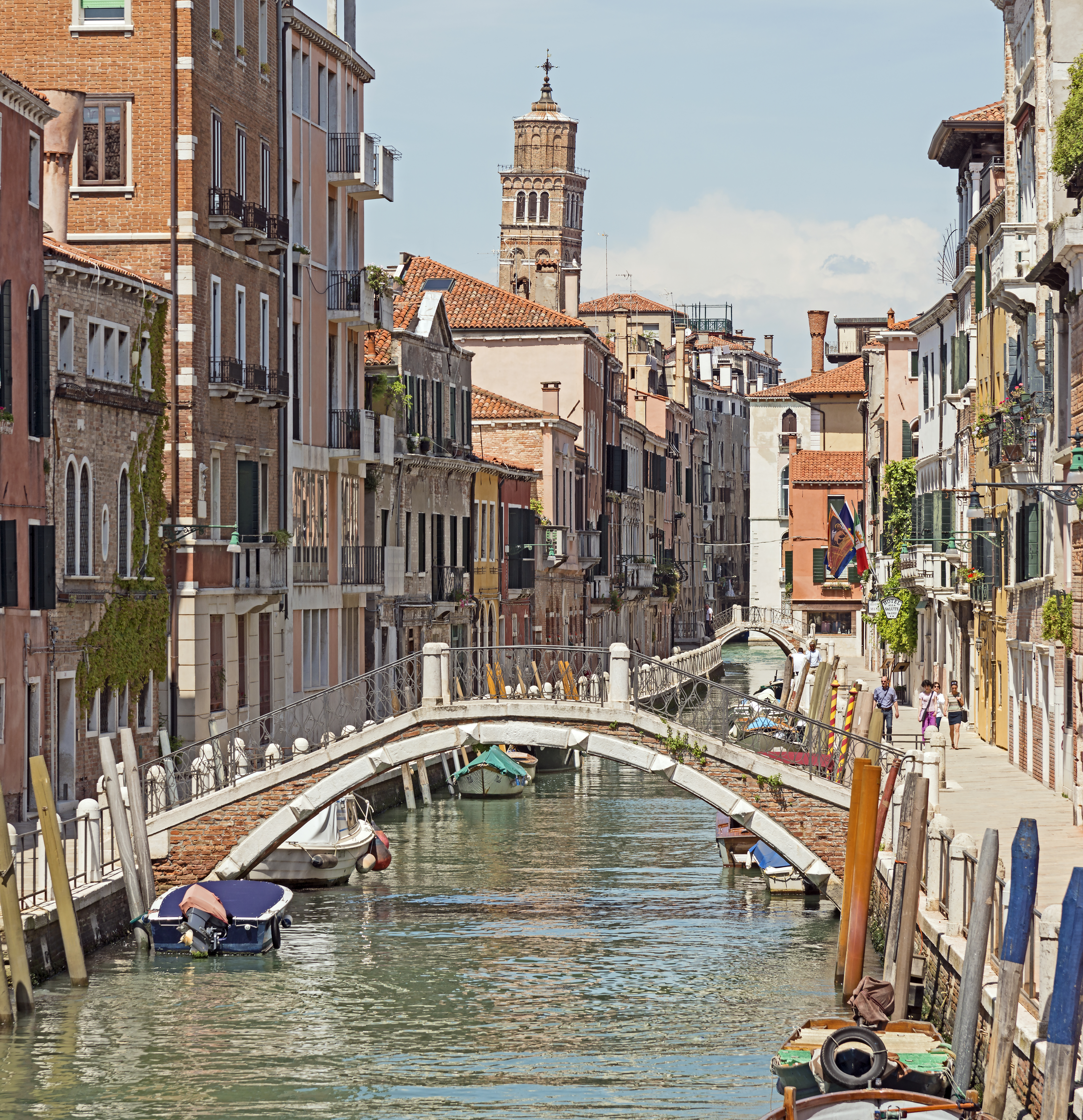
Ponte Santi sau de Mezzo care leagă Fondamenta Soranzo de la Fornace şi Fondamenta Ca' Balà
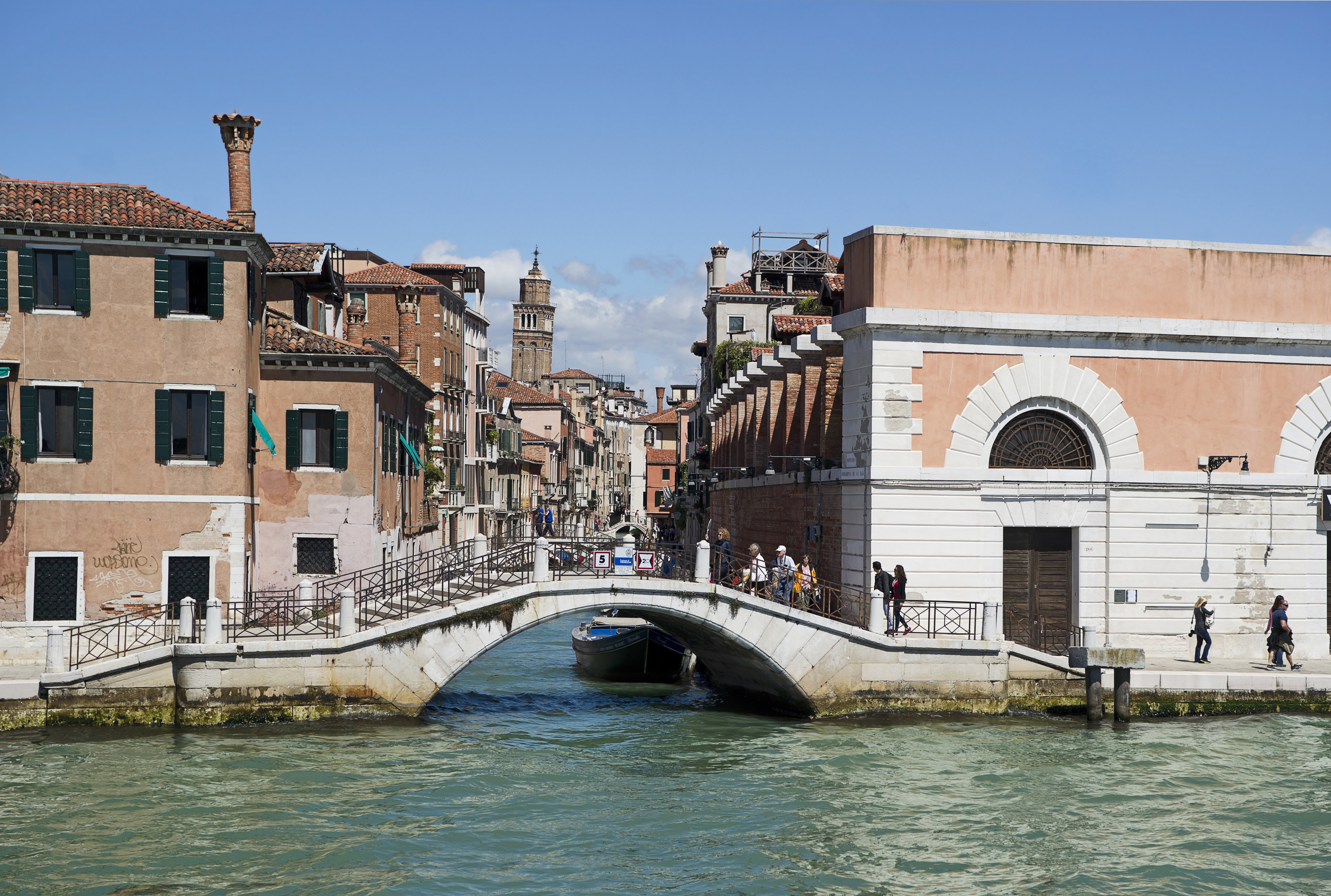
Ponte de Ca' Balà  pe Fondamenta Zattere al Spirito Santo la canalul Giudecca